# Teories de prova de la relativitat especial
Les teories de prova de la relativitat especial proporcionen un marc matemàtic per analitzar els resultats d'experiments per verificar la relativitat especial.
Un experiment per provar la teoria de la relativitat no pot assumir que la teoria és certa i, per tant, necessita un altre marc de suposicions que sigui més ampli que els de la relativitat. Per exemple, una teoria de prova pot tenir un postulat diferent sobre la llum pel que fa a la velocitat unidireccional de la llum enfront de la velocitat bidireccional de la llum, pot tenir un marc de referència preferit i pot violar la invariància de Lorentz de moltes maneres diferents. Les teories de prova que prediuen diferents resultats experimentals de la relativitat especial d'Einstein són la teoria de prova de Robertson (1949) i la teoria de Mansouri-Sexl (1977), que és equivalent a la teoria de Robertson. Un altre model més extens és l'extensió del model estàndard, que també inclou el model estàndard i la relativitat general.

## Marc Robertson–Mansouri–Sexl

### Principis bàsics
Howard Percy Robertson (1949) va ampliar la transformació de Lorentz afegint paràmetres addicionals. Va assumir un marc de referència preferit, en què la velocitat de la llum en dues direccions, és a dir, la velocitat mitjana des de la font fins a l'observador i tornada, és isotròpica, mentre que és anisotròpica en marcs de referència relativament mòbils a causa dels paràmetres emprats. A més, Robertson va utilitzar la sincronització de Poincaré-Einstein en tots els sistemes de referència, fent que la velocitat unidireccional de la llum fos isotròpica en tots ells.
Reza Mansouri i Roman Ulrich Sexl van introduir un model similar (1977). Contràriament a Robertson, Mansouri-Sexl no només va afegir paràmetres addicionals a la transformació de Lorentz, sinó que també va discutir diferents esquemes de sincronització. La sincronització de Poincaré-Einstein només s'utilitza en el fotograma preferit, mentre que en fotogrames relativament mòbils utilitzen "sincronització externa", és a dir, les indicacions de rellotge del fotograma preferit s'empren en aquests fotogrames. Per tant, no només la velocitat bidireccional de la llum sinó també la velocitat unidireccional és anisotròpica en sistemes de referència en moviment.
Com que la velocitat bidireccional de la llum en sistemes de referència en moviment és anisotròpica en ambdós models, i només aquesta velocitat és mesurable sense un esquema de sincronització en proves experimentals, els models són experimentalment equivalents i es resumeixen com la "teoria de la prova de Robertson-Mansouri-Sexl" (RMS). D'altra banda, en la relativitat especial, la velocitat bidireccional de la llum és isotròpica, per tant, la velocitat mitjana-mitjana (RMS) dóna prediccions experimentals diferents de les de la relativitat especial. Mitjançant l'avaluació dels paràmetres RMS, aquesta teoria serveix com a marc per avaluar possibles violacions de la invariància de Lorentz.

### Teoria
A continuació, s'utilitza la notació de Mansouri-Sexl. Van triar els coeficients a, b, d, e de la següent transformació entre sistemes de referència:
{\displaystyle t=aT+ex\,}
{\displaystyle x=b(X-vT)\,}
{\displaystyle y=dY\,}
{\displaystyle z=dZ\,}
on T, X, Y, Z són les coordenades cartesianes mesurades en un sistema de referència preferit postulat (en què la velocitat de la llum c és isotròpica), i t, x, y, z són les coordenades mesurades en un sistema de referència que es mou en la direcció + X (amb el mateix origen i eixos paral·lels) a la velocitat v respecte al sistema de referència preferit. I per tant {\displaystyle 1/a(v)} és el factor pel qual augmenta l'interval entre els tic-tacs d'un rellotge quan es mou (dilatació del temps) i {\displaystyle 1/b(v)} és el factor pel qual s'escurça la longitud d'una vara de mesurar quan es mou (contracció de longitud). Si {\displaystyle 1/a(v)=b(v)=1/{\sqrt {1-v^{2}/c^{2}}}\,,} i {\displaystyle d(v)=1\,,} i {\displaystyle e(v)=-v/c^{2}\,,} llavors segueix la transformació de Lorentz. El propòsit de la teoria de proves és permetre mesurar experimentalment a ( v ) i b ( v ) i veure com de propers s'acosten els valors experimentals als valors predits per la relativitat especial. (Observeu que la física newtoniana, que ha estat descartada de manera concloent per l'experiment, resulta de {\displaystyle a(v)=b(v)=d(v)=1,{\text{ and }}e(v)=0\,.} )
El valor de e ( v ) només depèn de l'elecció de sincronització del rellotge i no es pot determinar experimentalment. Mansouri–Sexl va discutir els següents esquemes de sincronització:
- Sincronització de rellotge intern com la sincronització de Poincaré-Einstein mitjançant senyals lluminosos o sincronització mitjançant transport de rellotge lent. Aquests esquemes de sincronització en general no són equivalents, excepte en el cas que a ( v ) i b ( v ) tinguin el seu valor relativista exacte.
- Sincronització de rellotge extern triant un marc de referència "preferit" (com el CMB) i utilitzant els rellotges d'aquest marc per sincronitzar els rellotges de tots els altres marcs (sincronització "absoluta").

En donar als efectes de la dilatació del temps i la contracció de la longitud el valor relativista exacte, aquesta teoria de prova és experimentalment equivalent a la relativitat especial, independentment de la sincronització escollida. Així doncs, Mansouri i Sexl van parlar del "resultat remarcable que una teoria que manté la simultaneïtat absoluta és equivalent a la relativitat especial". També van notar la similitud entre aquesta teoria de prova i la teoria de l'èter de Lorentz de Hendrik Lorentz, Joseph Larmor i Henri Poincaré. Tot i que Mansouri, Sexl i la immensa majoria de físics prefereixen la relativitat especial a aquesta teoria de l'èter, perquè aquesta última "destrueix la simetria interna d'una teoria física".

### Experiments amb RMS
RMS s'utilitza actualment en el procés d'avaluació de moltes proves modernes d'invariància de Lorentz. De segon ordre en v/c, els paràmetres del marc RMS tenen la forma següent:
{\displaystyle a(v)\sim 1+\alpha v^{2}/c^{2}\,}, dilatació del temps
{\displaystyle b(v)\sim 1+\beta v^{2}/c^{2}\,}, longitud en la direcció del moviment
{\displaystyle d(v)\sim 1+\delta v^{2}/c^{2}\,}, longitud perpendicular a la direcció del moviment
Les desviacions de la velocitat de la llum en doble sentit (anada i tornada) vénen donades per:
{\displaystyle {\frac {c}{c'}}\sim 1+\left(\beta -\delta -{\frac {1}{2}}\right){\frac {v^{2}}{c^{2}}}\sin ^{2}\theta +(\alpha -\beta +1){\frac {v^{2}}{c^{2}}}}
on {\displaystyle c\,} és la velocitat de la llum en el marc de referència preferit, i {\displaystyle c'\,} és la velocitat de la llum mesurada en el marc de referència en moviment en un angle {\displaystyle \theta \,} des de la direcció en què es mou el quadre. Per verificar que la relativitat especial és correcta, els valors esperats dels paràmetres són {\displaystyle \alpha =-{\tfrac {1}{2}},\ \beta ={\tfrac {1}{2}},\ \delta =0}, i així {\displaystyle c/c'=1\,}.
Els experiments fonamentals per provar aquests paràmetres, que encara es repeteixen amb una precisió augmentada, són:
- Experiment de Michelson-Morley, que prova la dependència de la direcció de la velocitat de la llum respecte a un marc de referència preferit. Precisió el 2009:[21] {\displaystyle \left(\beta -\delta -{\tfrac {1}{2}}\right)=(4\pm 8)\times 10^{-12}\,}
- Experiment Kennedy-Thorndike, que prova la dependència de la velocitat de la llum respecte a la velocitat de l'aparell respecte a un marc de referència preferit. Precisió el 2010:[22] {\displaystyle (\alpha -\beta +1)=-4.8(3.7)\times 10^{-8}\,}
- Experiment d'Ives-Stilwell, que prova l'efecte Doppler relativista i, per tant, la dilatació relativista del temps. Precisió el 2007:[23] {\displaystyle \left|\alpha +{\tfrac {1}{2}}\right|\leq 8.4\times 10^{-8}\,}

La combinació d'aquests tres experiments, juntament amb la convenció de Poincaré-Einstein per sincronitzar els rellotges en tots els sistemes de referència inercials, és necessària per obtenir la transformació de Lorentz completa. Michelson-Morley només va provar la combinació entre β i δ, mentre que Kennedy-Thorndike va provar la combinació entre α i β. Per obtenir els valors individuals, cal mesurar una d'aquestes quantitats directament. Això ho va aconseguir Ives-Stilwell, que va mesurar α. Així doncs, β es pot determinar utilitzant Kennedy-Thorndike, i posteriorment δ utilitzant Michelson-Morley.
A més d'aquestes proves de segon ordre, Mansouri i Sexl van descriure alguns experiments que mesuraven efectes de primer ordre en v / c (com ara la determinació de la velocitat de la llum per Rømer) com a "mesures de la velocitat unidireccional de la llum". Aquestes les interpreten com a proves de l'equivalència de les sincronitzacions internes, és a dir, entre la sincronització per transport de rellotge lent i per llum. Emfatitzen que els resultats negatius d'aquestes proves també són coherents amb les teories de l'èter en què els cossos en moviment estan subjectes a la dilatació del temps. Tanmateix, tot i que molts autors recents coincideixen que les mesures de l'equivalència d'aquests dos esquemes de sincronització de rellotge són proves importants de la relativitat, ja no parlen de la "velocitat de la llum unidireccional" en relació amb aquestes mesures, a causa de la seva coherència amb les sincronitzacions no estàndard. Aquests experiments són consistents amb totes les sincronitzacions que utilitzen velocitats anisotròpiques unidireccionals sobre la base de la velocitat isotròpica bidireccional de la llum i la dilatació temporal bidireccional dels cossos en moviment.

## Extensió del Model Estàndard
Un altre model més extens és l'Extensió del Model Estàndard (SME) d'Alan Kostelecký i altres. Contràriament al marc de Robertson-Mansouri-Sexl (RMS), que és de naturalesa cinemàtica i restringit a la relativitat especial, l'SME no només té en compte la relativitat especial, sinó també els efectes dinàmics del model estàndard i la relativitat general. Investiga la possible ruptura espontània tant de la invariància de Lorentz com de la simetria CPT. RMS està completament inclòs a SME, tot i que aquest últim té un grup de paràmetres molt més gran que poden indicar qualsevol violació de Lorentz o CPT.
Per exemple, es van provar un parell de paràmetres SME en un estudi del 2007 sensibles a 10−16. Va emprar dos interferòmetres simultanis durant un any d'observació: un òptic a Berlín a 52°31'N 13°20'E i un de microones a Perth a 31°53'S 115°53'E. Un fons preferit (que condueix a la violació de Lorentz) mai podria estar en repòs en relació amb tots dos. En els darrers anys s'han dut a terme un gran nombre d'altres proves, com ara els experiments de Hughes-Drever. Kostelecký i Russell van proporcionar una llista de valors per a PIME derivats i ja mesurats.